# اعتراضات بحران آب ۱۴۰۴
بحران آب در ایران، که ریشه در دهه‌ها سوء مدیریت دارد، در سال ۱۴۰۴ به وخامت شدیدی رسیده است. در بسیاری از نقاط کشور، ساکنان به‌ویژه در مناطق کم‌برخوردار، با کمبود حاد آب مواجه هستند تا جایی که در بعضی مناطق سه روز متوالی آب قطع بوده است. ترکیب این بحران با موج گرمای شدید، اعتراضاتی را در شهرهای مختلف برانگیخته که از تظاهرات دانشجویی در اردیبهشت آغاز شده و در تیر با شعارهایی چون «آب برق زندگی حق مسلم ماست» ادامه یافته است. کارشناسان هشدار داده‌اند که ایران در آستانه فاجعه‌ای بی‌سابقه در حوزه آب قرار دارد.

## زمینه
بحران آب در ایران سلسله چالش‌ها و مشکلات ناشی از کمبود آب و استفاده نادرست از منابع آب در کشور ایران است. ایران با چالش‌های سختی در بخش آب روبرو است، از جمله افزایش تقاضا برای آب و کمبود آن، کاهش سطح آب‌های زیرزمینی، تدهور کیفیت آب و افزایش تلفات اکولوژیک. در حالی که رژیم بحران کنونی را ناشی از تغییرات اقلیمی، خشکسالی‌های مکرر و تحریم‌های بین‌المللی می‌داند، واقعیت این است که مشکلات امنیت آب دراماتیک ایران ریشه در دهه‌ها برنامه‌ریزی پراکنده و کوته‌بینی مدیریتی دارد. رژیم از پارادایم مدیریت متمرکز بر علائم رنج می‌برد که عمدتاً بر درمان نشانه‌های مشکل متمرکز است به جای مواجهه با علل اصلی. سه عامل اصلی بحران عبارتند از: رشد سریع جمعیت و توزیع فضایی نامناسب جمعیت، بخش کشاورزی ناکارآمد، و مدیریت ناکارآمد و تشنگی برای توسعه که نشان‌دهنده مسئولیت مستقیم ایران در این وضعیت است.
در تیر ۱۴۰۴ بنفشه زهرایی، استاد مدیریت منابع آب در دانشگاه تهران، نسبت به وقوع سناریویی شبیه به «آخر الزمان» در حوزه آب در ایران هشدار داده است. او زنگ خطر را درباره سطح بحران آب بی‌سابقه را به صدا درآورده است و او تذکر داده است که در بهترین حالت، تنها دو تا سه هفته فرصت باقی مانده تا از یک فاجعه جلوگیری شود. فاجعه نهاییِ نبودِ آب آشامیدنی در سراسر ایران. خانم زهرایی نبود هماهنگی میان نهادهای مسئول را یکی از موانع مقابله با بحران دانست.
در ماه‌های نخست سال ۱۴۰۴ بحران آب در ایران بسیار تشدید شد و تأثیر آن بر ساکنان ایران نیز، به‌ویژه در مناطق کم‌برخوردار. ساکنان ایران امروز با کمبود شدید آب مواجه هستند، به‌طوری که در بسیاری از مکان‌ها تقریباً جریان آبی در شیر اب وجود ندارد.

## اعتراضات

### اردیبهشت
کمبود گسترده آب و قطعی برق باعث تظاهرات گسترده‌ای شد که از اوایل ماه مه آغاز شد، ابتدا به رهبری دانشجویان دانشگاه و به سرعت با پیوستن رانندگان کامیون، نانوایان، کشاورزان، بازنشستگان و سایر گروه‌های اجتماعی. آنچه به عنوان اعتراض بر سر نیازهای اساسی آغاز شد، به زودی به خواست سراسری برای تغییر سیستمی و پایان حکومت تئوکراتیک تبدیل شد.
در خوابگاه‌های دانشگاهی در شیراز، اهواز و تبریز، دانشجویان با شرایط غیربهداشتی مواجه بودند و مجبور بودند با نور شمع درس بخوانند، زیرا اغلب آب و برق در دسترس نبود. اعتراضات دانشجویی در ۱۴ اردیبهشت در دانشگاه بهشتی آغاز شد، جایی که شعارهایی مانند «دانشجو می‌میرد ولی ذلت نمی‌پذیرد!» طنین‌انداز قیام‌های گذشته بود. همان‌طور که قطعی آب و برق دانشگاه‌ها را فلج کرده بود، دانشجویان تحصن و تظاهراتی سازماندهی کردند و نظامی‌سازی دانشگاه‌هایشان و ناکامی دولت در ارائه خدمات اولیه را محکوم کردند. این شرایط زمینه مساعدی برای ناآرامی ایجاد کرد که به زودی به اصفهان، مشهد و فراتر از آن گسترش یافت.

### تیر
در ماه تیر ۱۴۰۴ بحران آب در ایران تا حدی تشدید شد که در بخش‌هایی از ایران ساکنان، به‌ویژه در محلات کم‌برخوردار، به مدت سه روز متوالی آب نداشتند، این در حالی است که کشور با موج گرمای شدید مواجه است. ترکیب کمبود شدید آب با موج گرمای شدید، شهروندان را به یأس کشاند و اعتراضات مردمی علیه کمبود آب را برانگیخت. در ۳۰ و ۳۱ تیر در سبزوار صدهای شهروندان در جلوی فرمانداری این شهر تجمع کرده و نسبت به وضعیت برق و آب اعتراض کردند. یکی از حامعترضان در محل اعتراض گفت: «در گرمای بالای ۴۰ درجه، نه آب داریم نه برق. بیمار داریم، کودک داریم، اما انگار کسی صدای ما را نمی‌شنود». مردم شهر سبزوار برای دومین شب پیاپی در سه‌شنبه ۳۱ تیر به خیابان‌ها آمدند و شعارهای «بی‌شرف، بی‌شرف» و «مسئول بی‌کفایت نمی‌خواهیم» و «نترسید نترسید ما همه با هم هستیم» سر دادند.

### مرداد

#### ۳ مرداد
در ۳ مرداد، ساکنان چندین شهر در سراسر ایران تجمعات اعتراضی علیه قطعی‌های طولانی و مکرر آب برگزار کردند. ساکنان روستاهای برزنون، قره‌گل و زهان در نیشابور، همراه با ساکنان صالحیه تهران، از طریق این تجمعات خواستار بازگردانی آب‌رسانی پایدار و لغو جیره‌بندی آب شدند. در روستای برزنون معترضان حتی جاده را بسته و مسدود کردند تا اعتراض خود را نشان دهند.

#### ۴ مرداد
در ۴ مرداد ظهر تعدادی از ساکنان خشک‌بیجار در استان گیلان در اعتراض به قطع آب و برق تجمع کردند. ساکنان به قطعی‌های مکرر و طولانی‌مدت آب و برق، گاهی از اوقات بدون اطلاع قبلی، و تأثیر این قطعی‌ها بر زندگی و معیشت‌شان اعتراض کردند. تظاهرکنندگان شعارهایی از جمله «آب، برق، زندگی - حق مسلم ماست»، «بی‌عرضه مسئول نمی‌خوایم» و «مرگ بر بی‌کفایتی» سر دادند.

#### ۶ مرداد
کانال اجتماعی «اعتراض مدنی بازار» از یک دیوار نویسی اعتراضی نسببت به بحران کمبود آب خبر داده که نوشته شده ««اگر جنگ را بردیم، پس چرا باید آب کثیف و آلوده بخوریم؟»»

#### ۷ مرداد
در ۷ مرداد، تجمعی اعتراضی مقابل ساختمان فرمانداری در شهر خمام در استان گیلان برگزار شد. معترضان که در اعتراض به قطعی‌های مکرر آب و برق گردهم آمده بودند، شعارهایی چون «آب، برق، زندگی - حق مسلم ماست» سر دادند و خواستار رسیدگی فوری به بحران آب و برق شدند. سازماندهی و محتوای این تجمع در ویدیوهایی که در شبکه‌های اجتماعی منتشر شد، ثبت شده است.

## شعارها
- «نترسید نترسید ما همه با هم هستیم.»
- «مسئول بی‌کفایت استعفا استعفا.»
- «فقط کف خیابون به‌دست میاد حقمون.»
- «نه آب داریم، نه برق داریم - فرماندار تو خوابی!»[۱۷][۱۸][۱۹]
- «آب، برق، زندگی - حق مسلم ماست»[۲۰]